# Tisíciletý dub (Lechovice)
Tisíciletý dub v Lechovicích (také známý jako Lechovický šípák nebo dub pýřitý v Lechovicích) je velmi starý památný strom, který roste v jižní části parku zámku Lechovice, která patří ke klášteru řádových sester.

## Základní údaje
- název: Tisíciletý dub[1], Lechovický šípák, dub pýřitý v Lechovicích[2]
- výška: 17 m (~2000)[2]
- obvod: 692 cm (~2000)[2]
- věk: přes 1000 let (pověsti)[1][3], přes 500 let[2]

## Stav stromu a údržba
Dub pýřitý dorůstá z našich domácích dubů nejnižších rozměrů. Přesto tento památný strom dosáhl úctyhodné velikosti. Kmen je zcela dutý, dutina na několika místech otevřená a vypálená, z koruny zůstala poslední kosterní větev o průměru 60 cm, která vytváří jednostrannou 8 metrů širokou korunu. Z dvoumetrového dutého pahýlu, který zbyl z jiné kosterní větve, vyrážejí výmladky vyplňující spodní část koruny. Dub je přes své poškození a stáří ve výborném zdravotním stavu, nejeví známky chřadnutí ani prosychání.

## Památné a významné stromy v okolí
- Řítovský dub
- Lípa u hájenky (Božice)